# فلائینگ وایلد هاگ
فلائینگ وایلد هاگ (انگلیسی: Flying Wild Hog) شرکت بازی ویدئویی لهستانی است، که در سال ۲۰۰۹ تأسیس شد.